# Малаль (Фуман)
Малаль (перс. ملال) — село в Ірані, у дегестані Сардар-е-Джанґаль, у бахші Сардар-е-Джанґаль, шагрестані Фуман остану Ґілян. У переписі 2006 року вказане як окремий населений пункт, але без відомостей про чисельність населення.

## Клімат
Середня річна температура становить 12,12 °C, середня максимальна – 26,63 °C, а середня мінімальна – -3,28 °C. Середня річна кількість опадів – 486 мм.
| Клімат поселення                              | Клімат поселення | Клімат поселення | Клімат поселення | Клімат поселення | Клімат поселення | Клімат поселення | Клімат поселення | Клімат поселення | Клімат поселення | Клімат поселення | Клімат поселення | Клімат поселення | Клімат поселення |
| Показник                                      | Січ.             | Лют.             | Бер.             | Квіт.            | Трав.            | Черв.            | Лип.             | Серп.            | Вер.             | Жовт.            | Лист.            | Груд.            |                  |
| Середній максимум, °C                         | 9,55             | 8,48             | 9,79             | 15,04            | 20,59            | 25,30            | 26,63            | 26,47            | 22,28            | 19,34            | 13,24            | 9,61             |                  |
| Середня температура, °C                       | 3,66             | 2,60             | 3,90             | 9,15             | 14,70            | 19,42            | 22,36            | 22,21            | 18,03            | 15,10            | 8,98             | 5,34             |                  |
| Середній мінімум, °C                          | −2,24            | −3,28            | −1,98            | 3,26             | 8,80             | 13,53            | 18,11            | 17,95            | 13,76            | 10,83            | 4,72             | 1,08             |                  |
| Норма опадів, мм                              | 40               | 37               | 62               | 65               | 37               | 18               | 13               | 16               | 34               | 51               | 48               | 65               |                  |
| Середньомісячна швидкість вітру, м/с          | 2.06             | 2.40             | 2.47             | 2.50             | 2.20             | 1.97             | 2.32             | 2.14             | 1.81             | 2.00             | 1.98             | 1.98             |                  |
| Середньомісячна сонячна радіація, кДж/м²·день | 7234             | 9620             | 11783            | 16002            | 19776            | 22375            | 23074            | 19853            | 16501            | 11662            | 8907             | 6988             |                  |
| --------------------------------------------- | ---------------- | ---------------- | ---------------- | ---------------- | ---------------- | ---------------- | ---------------- | ---------------- | ---------------- | ---------------- | ---------------- | ---------------- | ---------------- |
| Джерело:                                      |                  |                  |                  |                  |                  |                  |                  |                  |                  |                  |                  |                  |                  |